# Titanidiops pylorus
Espèce
Synonymes
- Idiops pylorus Siliwal, Hippargi, Yadav & Kumar, 2020

Titanidiops pylorus est une espèce d'araignées mygalomorphes de la famille des Idiopidae.

## Distribution
Cette espèce est endémique de Thaïlande.

## Description
Le mâle holotype mesure 11,7 mm et la femelle paratype 11,6 mm

## Systématique et taxinomie
Cette espèce a été décrite sous le protonyme Idiops pylorus par Schwendinger en 1991. Elle est placée dans le genre Titanidiops par Schwendinger, Huber et Hongpadharakiree en 2024.

## Publication originale
- Schwendinger, 1991 : « Two new trap-door spiders from Thailand (Araneae, Mygalomorphae, Idiopidae). » Bulletin of the British Arachnological Society, vol. 8, p. 233-240.